# 12 januari
12 januari is de 12de dag van het jaar in de gregoriaanse kalender. Hierna volgen nog 353 dagen (354 dagen in een schrikkeljaar) tot het einde van het jaar.

## Gebeurtenissen
- Algemeen
  - 1528 - Gustaaf I van Zweden wordt tot koning gekroond.
  - 1807 - Leidse buskruitramp.
  - 1979 - De Kindertelefoon wordt opgericht.
  - 1997 - De poging van Bertrand Piccard en Wim Verstraeten om als eersten per ballon om de wereld te vliegen mislukt. De ballon, de Orbiter, maakt een noodlanding in de Middellandse Zee, dertig kilometer ten zuiden van de Franse badplaats Montpellier.
  - 2010 - Haïti wordt getroffen door een aardbeving met een kracht van 7,0 op de schaal van Richter. Veel gebouwen worden verwoest en minstens 230.000 mensen komen om.
  - 2020 - De Taal Vulkaan komt tot een nieuwe uitbarsting. De uitbarsting werd gevolgd door aardbevingen. Meer dan 45.000 mensen zijn geëvacueerd, 160.000 mensen zijn gevlucht.
  - 2024 - De provincie Alberta in Canada wordt getroffen door extreme kou die wordt veroorzaakt door de poolwervel. De temperatuur ligt rond −40 °C en dat zijn volgens meteorologische dienst Environment Canada waarden die al enkele decennia niet zijn gemeten. De dienst verwacht dat de temperatuur nog iets lager zal kunnen uitvallen in de komende dagen.[1]
  - 2024 - In Colombia vallen enkele tientallen doden en gewonden ten gevolge van een aardverschuiving bij een drukke weg tussen de steden Quibdó en Medellín.[2]
  - 2025 - Sinds 9 januari zijn er flinke bosbranden vlakbij Los Angeles en Hollywood. Veel woningen zijn verwoest. Er zijn veel gewonden en 16 doden. De wind wakkert het vuur nog steeds aan.
- Criminaliteit en veiligheid
  - 1983 - De Chileen Charlie da Silva schiet in Amsterdam een landgenoot dood bij een viskraam ('haringkarmoord').
  - 1987 - Zeven maffia-bazen worden in New York veroordeeld tot honderd jaar gevangenisstraf elk.
- Economie
  - 1986 - In Frankrijk komt de komiek Coluche voor het eerst bijeen met Les Enfoirés om geld in te zamelen voor dak- en thuislozen.
- Kunst en cultuur
  - 1997 - De Franse polemist en schrijver Jean-Edern Hallier overlijdt in de Normandische stad Deauville aan een hersenbloeding. Hij werd zestig jaar.
- Media
  - 1983 - Op de BRT wordt de eerste aflevering van het spelprogramma Hoger, lager uitgezonden.[3]
  - 2015 - Somertijd start met uitzendingen op Radio 10.
  - 2024 - NTR zendt op NPO 2 de eerste aflevering van het televisieprogramma De Aarde Beeft uit. De documentairereeks over de geschiedenis van de provincie Groningen en de aardgaswinning wordt gepresenteerd door Winfried Baijens.[4]
  - 2024 - Omroep MAX zendt op NPO 2 de eerste aflevering van het televisieprogramma Sporen van Slavernij uit. In de documentaireserie staan de verhalen centraal van strafrechtpleiter Natacha Harlequin, acteur Everon Jackson Hooi, singer-songwriter Jeangu Macrooy en presentatrice Dolores Leeuwin.[5]
- Oorlog
  - 1981 - Zuid-Afrikaanse troepen vallen het zuiden van Angola binnen.
  - 1989 - Nagorno-Karabach, de omstreden Armeense enclave in de Sovjet-republiek Azerbeidzjan, krijgt voorlopig "een speciale bestuursvorm", aldus het presidium van de Opperste Sovjet onder voorzitterschap van Michail Gorbatsjov.
  - 1993 - De Angolese oppositiebeweging UNITA herovert het centrum van de stad Huambo, dat ze eerder moest prijsgeven aan regeringstroepen.
- Politiek
  - 1950 - In Egypte wordt door Moestafa Nahas Pasja, leider van de Wafdisten, een regering gevormd die geheel uit Wafdisten bestaat.
  - 1964 - John Okello, een Oegandese militair, leidt een staatsgreep op Zanzibar, waarbij de democratisch verkozen regering en de sultan omvergeworpen worden.
  - 1976 - De oud-ministers Roolvink en Schmelzer alsmede Elsevier-hoofdredacteur Hoogendijk geven toe dat zij tegen fikse betaling Gulf Oil Corporation adviezen hadden verstrekt.
  - 1997 - De Nigeriaanse politie pakt ex-minister Olu Falae op in verband met recente bomaanslagen in Lagos.
- Sport
  - 1961 - Oprichting van de Ecuadoraanse voetbalclub Club Atlético Green Cross uit Manta.
  - 1981 - Jan Zwartkruis neemt ontslag als bondscoach van het Nederlands voetbalelftal.
  - 1982 - In Bombay verliest Nederland in de troostfinale van het WK hockey met 4-2 van Australië.
  - 2000 - Opening van het Stade de Kégué in de Togolese hoofdstad Lomé.
  - 2014 - De Nederlandse schaatser Jan Blokhuijsen wordt Europees kampioen schaatsen allround. Bij de vrouwen zegeviert zijn landgenote Ireen Wüst.
- Wetenschap en technologie
  - 2005 - Lancering van Deep Impact, het eerste ruimtevaartuig dat (gecontroleerd) neerstort op een komeet. De missie bestaat uit een projectiel dat moet inslaan op komeet 9P/Tempel 1 en een sonde voor het waarnemen van de inslag.[6]
  - 2023 - Komeet C/2022 E3 (ZTF) bereikt het perihelium van zijn baan rond de zon tijdens deze verschijning. De komeet is al zichtbaar met eenvoudige visuele hulpmiddelen.[7][8]
  - 2023 - Lancering met een Lange Mars 2C raket van China Aerospace Science Corporation (CASC) vanaf lanceerbasis Xichang van de APStar 6E missie met een Hong Kongse communicatiesatelliet van APT Satellite.[9]
  - 2023 - Er komt een einde aan de retrograde beweging van de planeet Mars tussen de sterren en daarmee aan de oppositielus. De planeet gaat nu weer in oostwaartse richting bewegen.[10]
  - 2023 - De periodieke komeet 285P/LINEAR bereikt het perihelium van zijn baan rond de zon tijdens deze verschijning.[11]
  - 2024 - Lancering van een H-IIA 202 raket van Mitsubishi Heavy Industries vanaf Tanegashima Space Center LA-Y1 in Japan voor de IGS-Optical 8 (Intelligence Gathering Satellite) missie met de gelijknamige Japanse optische spionagesatelliet die gebruikt gaat worden voor zowel de Japanse defensie als voor het monitoren van natuurrampen.[12]
  - 2024 - NASA en Lockheed Martin onthullen in de Skunk Works faciliteit in Palmdale, Californië het experimentele X-59 Quesst ("Quiet SuperSonic Technology") vliegtuig. Het vliegtuig dat is ontworpen om bij het doorbreken van de geluidsbarrière geen luide supersonische knal te produceren heeft geen ramen in de cockpit maar maakt gebruik van een camerasysteem waardoor de piloot de buitenwereld kan zien.[13]
  - 2024 - Het Amerikaanse bedrijf Astrobotic maakt bekend dat de Peregrine maanlander die op 8 januari 2024 is gelanceerd de omloopbaan van de Maan heeft bereikt ondanks dat het toestel kampt met technische problemen. Een zachte landing op de Maan is echter niet mogelijk omdat het hemellichaam in een ander deel van de omloopbaan staat en daardoor onbereikbaar is voor de maanlander.[14][15]

## Geboren

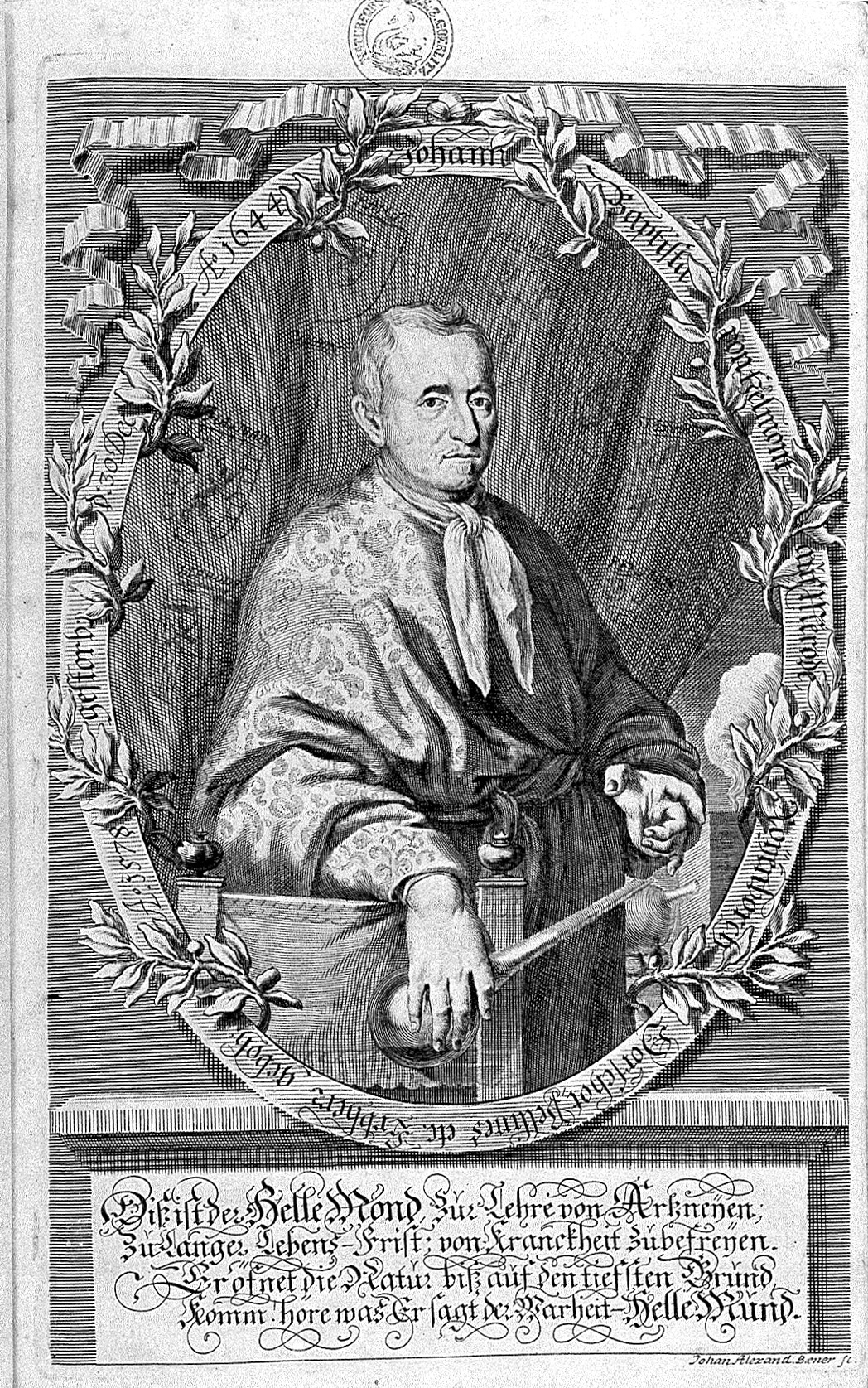
Jan Baptista van Helmont
geboren in 1579

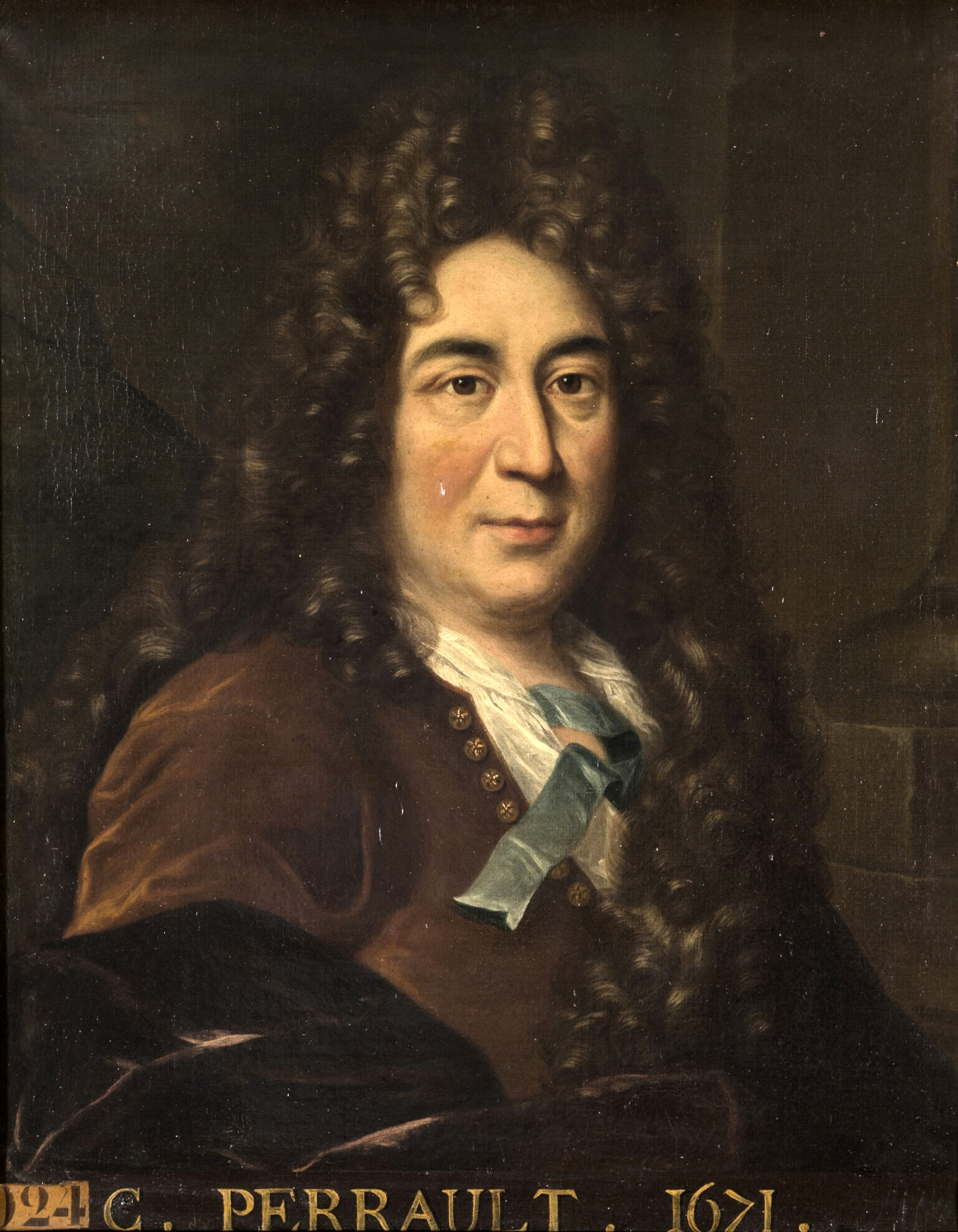
Charles Perrault
geboren in 1628

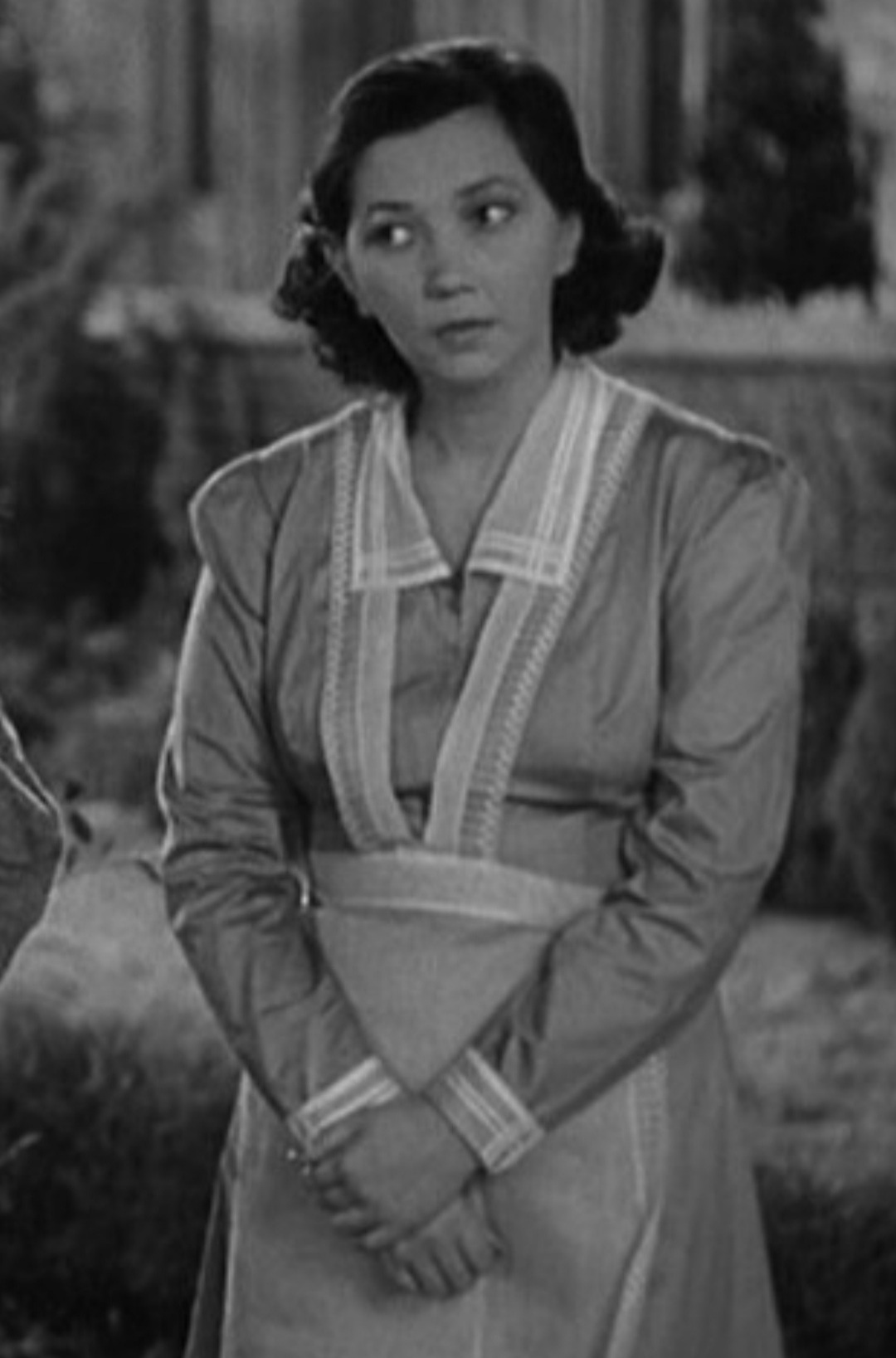
Patsy Kelly
geboren in 1910

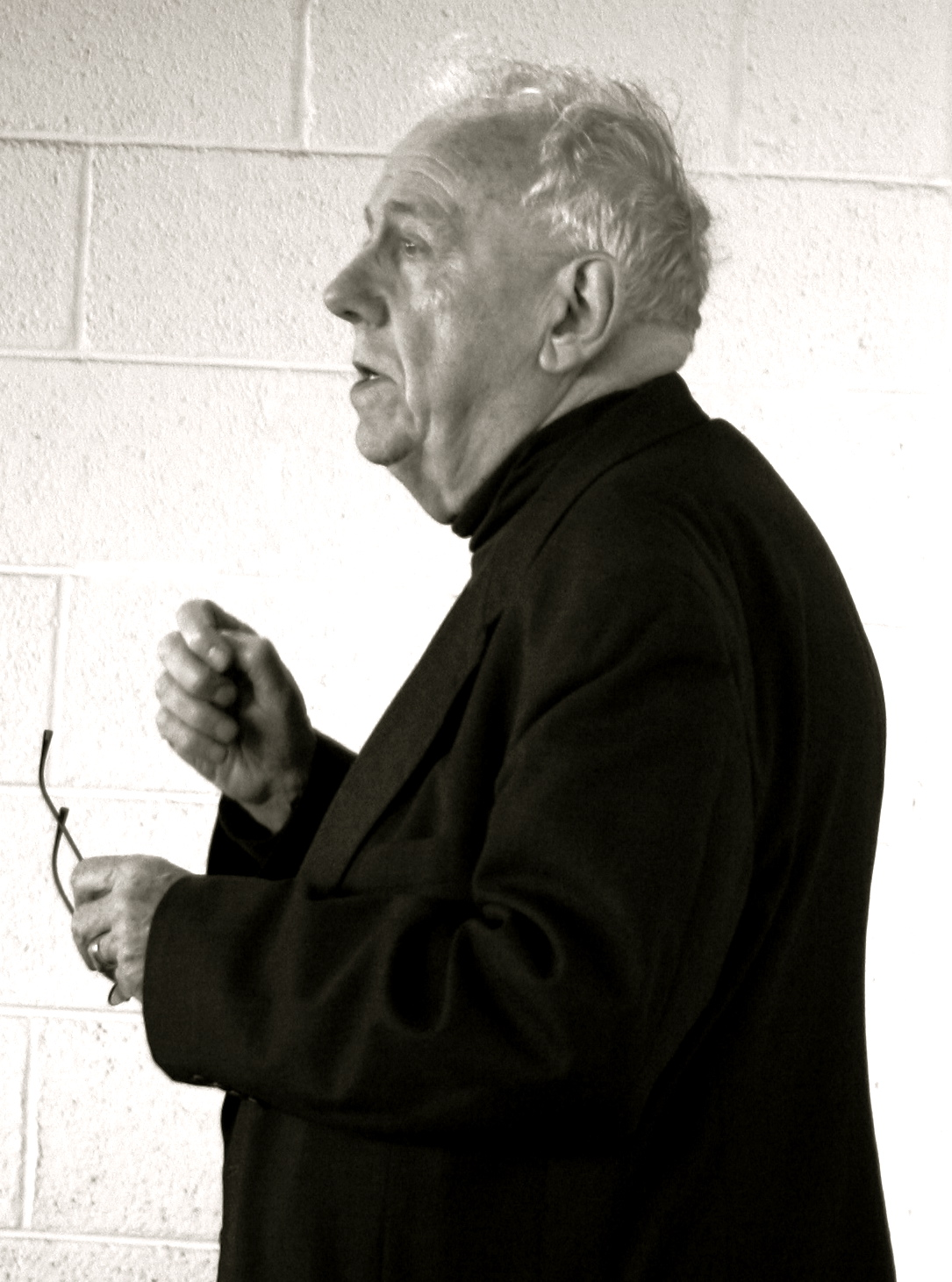
Alasdair MacIntyre
geboren in 1929

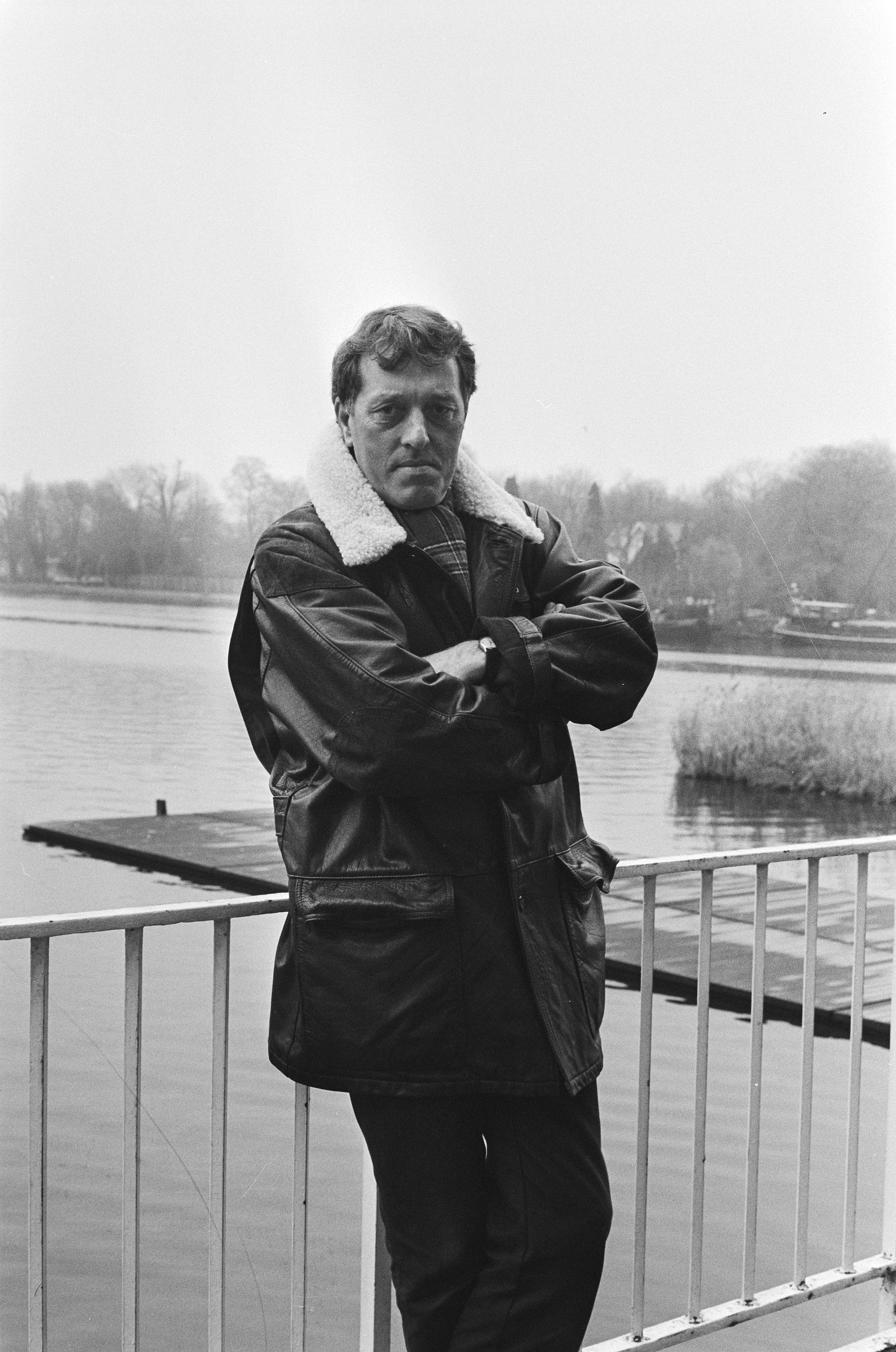
John Leddy
geboren in 1930

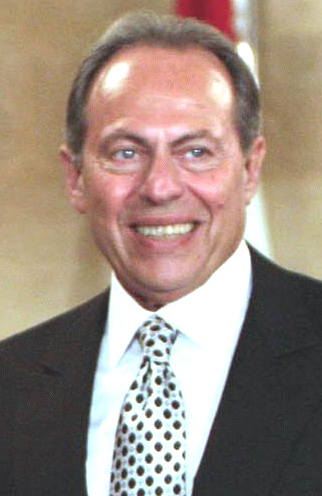
Émile Lahoud
geboren in 1936

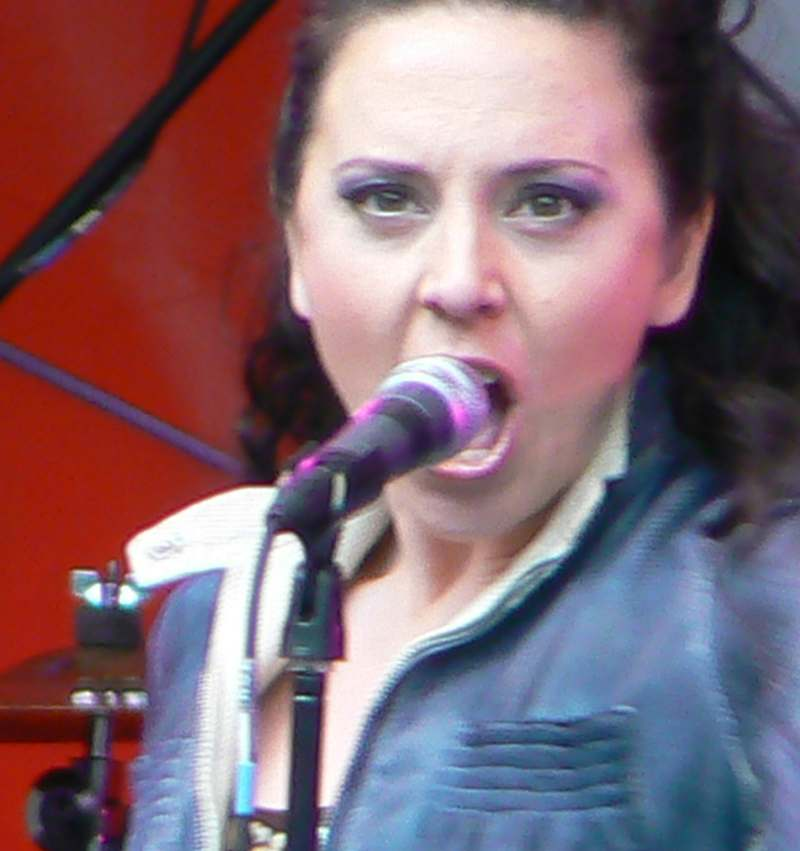
Melanie Chisholm
geboren in 1974

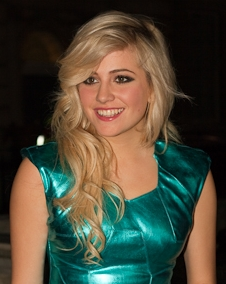
Pixie Lott
geboren in 1991

- 1579 - Jan Baptista van Helmont, Belgisch alchemist, fysioloog en arts (overleden 1644)
- 1591 - José de Ribera, Spaans-Italiaans kunstschilder (overleden 1652)
- 1597 - Frans Duquesnoy, Belgisch beeldhouwer (overleden 1643)
- 1628 - Charles Perrault, Frans schrijver (overleden 1703)
- 1715 - Jacques Duphly, Frans componist, organist en klavecinist (overleden 1789)
- 1729 - Edmund Burke, Iers filosoof en politicus (overleden 1797)
- 1751 - Jakob Michael Reinhold Lenz, Duits schrijver (overleden 1792)
- 1783 - Erik Gustaf Geijer, Zweeds schrijver, historicus, dichter, filosoof en componist (overleden 1847)
- 1822 - Étienne Lenoir, Belgisch uitvinder (overleden 1900)
- 1850 - Alfons de Cock, Belgisch antropoloog en schrijver (overleden 1921)
- 1853 - Robert Underwood Johnson, Amerikaans journalist en diplomaat (overleden 1937)
- 1856 - John Singer Sargent, Amerikaans schilder (overleden 1925)
- 1860 - Maurice Lemonnier, Belgisch politicus (overleden 1930)
- 1860 - Ludwig Willem Reymert Wenckebach, Nederlands kunstschilder en graficus (overleden 1937)
- 1863 - Vivekananda (39), Indiaas monnik
- 1871 - Kaspar Stangassinger, Duits pater redemptorist en zalige (overleden 1899)
- 1873 - Spiridon Louis, Grieks marathonloper (overleden 1940)
- 1876 - Jack London, Amerikaans schrijver (overleden 1916)
- 1876 - Ermanno Wolf-Ferrari, Italiaans componist (overleden 1948)
- 1879 - Florence Dugdale, Engels kinderboekenschrijfster (overleden 1937)
- 1884 - Alberto Ohaco, Argentijns voetballer (overleden 1950)
- 1892 - Jan van Krimpen, Nederlands typograaf en grafisch ontwerper (overleden 1958)
- 1893 - Hermann Göring, Duits nazipoliticus (overleden 1946)
- 1896 - Jos Callaerts, Belgisch schilder (overleden 1965)
- 1897 - Kitty Kluppell, Nederlands actrice en zangeres (overleden 1982)
- 1898 - Felix De Boeck, Belgisch schilder en landbouwer (overleden 1995)
- 1901 - Pedro Benítez, Paraguayaans voetballer (overleden 1974)
- 1905 - Jan M. Kan, Nederlands jurist en ambtenaar (overleden 2002)
- 1906 - René David, Frans rechtsgeleerde (overleden 1990)
- 1906 - Emmanuel Levinas, Frans filosoof (overleden 1995)
- 1909 - Huub Baarsgarst, Nederlands bokser (overleden 1985)
- 1909 - Maria Primatsjenko, Oekraïens kunstenares (overleden 1997)
- 1910 - Luise Rainer, Duits-Amerikaans actrice (overleden 2014)
- 1910 - Patsy Kelly, Amerikaans actrice (overleden in 1981)
- 1914 - Cornelis Dubbink, Nederlands jurist, president van de Hoge Raad der Nederlanden (overleden 2014)
- 1916 - Pieter Willem Botha, Zuid-Afrikaans president (overleden 2006)
- 1918 - Maharishi Mahesh Yogi, Indiaas goeroe (overleden 2008)
- 1919 - Ralph Gottfrid Pearson, Amerikaans chemicus (overleden 2022)
- 1923 - Holden Roberto, Angolees vrijheidsstrijder en rebel (overleden 2007)
- 1924 - Olivier Gendebien, Belgisch autocoureur (overleden 1998)
- 1925 - Hans Daudt, Nederlands politicoloog (overleden 2008)
- 1925 - Katherine MacGregor, Amerikaans televisieactrice (overleden 2018)
- 1926 - Ray Price, Amerikaans countryzanger (overleden 2013)
- 1926 - Leopold Schaeken, Belgisch wielrenner (overleden 2002)
- 1928 - Lloyd Ruby, Amerikaans autocoureur (overleden 2009)
- 1929 - Alasdair MacIntyre, Schots filosoof (overleden 2025)
- 1929 - György Tumpek, Hongaars zwemmer (overleden 2022)
- 1930 - John Leddy, Nederlands acteur (overleden 2022)
- 1931 - Ger Ruijters, Nederlands vastgoedondernemer (overleden 2021)
- 1932 - Christoph Caskel, Duits slagwerker (overleden 2023)
- 1932 - Alain Teister, Nederlands schrijver en schilder (overleden 1979)
- 1933 - Kamal Ganzouri, Egyptisch politicus (overleden 2021)
- 1934 - Burdette Haldorson, Amerikaans basketballer (overleden 2023)
- 1934 - Theo van de Vathorst, Nederlands beeldhouwer (overleden 2022)
- 1936 - Émile Lahoud, president van Libanon
- 1937 - Jan van der Graaf, Nederlands kerkbestuurder (overleden 2022)
- 1937 - Micheil Meschi, Georgisch voetballer (overleden 1991)
- 1938 - Alan Rees, Welsh autocoureur (overleden 2024)
- 1939 - Jacques Hamelink, Nederlands dichter, prozaschrijver en essayist (overleden 2021)
- 1939 - Joachim Yhomby-Opango, staatshoofd van Congo-Brazzaville (overleden 2020)
- 1941 - Long John Baldry, Brits zanger (overleden 2005)
- 1941 - Chet Jastremski, Amerikaans zwemmer
- 1942 - Michel Mayor, Zwitsers astronoom
- 1943 - Marijke Emeis, Nederlands vertaalster
- 1944 - Joe Frazier, Amerikaans bokser (overleden 2011)
- 1944 - Vlastimil Hort, Tsjechisch-Duits schaker (overleden 2025)
- 1944 - Jef Plasmans, Belgisch politicus
- 1946 - George Duke, Amerikaans toetsenist, componist en producent (overleden 2013)
- 1946 - Dill Katz, Brits jazzcontrabassist (overleden 2025)
- 1946 - Cas Spijkers, Nederlands chef-kok en auteur (overleden 2011)
- 1946 - Ryszard Szurkowski, Pools wielrenner (overleden 2021)
- 1947 - Jawad al-Assadi, Iraaks toneelregisseur en dichter
- 1947 - Henning Munk Jensen, Deens voetballer (overleden 2023)
- 1949 - William Esposo, Filipijns journalist en columnist (overleden 2013)
- 1949 - Ottmar Hitzfeld, Duits voetballer en voetbalcoach
- 1949 - Hamadi Jebali, Tunesisch politicus
- 1949 - Erik Matthijs, Belgisch politicus
- 1949 - Haruki Murakami, Japans schrijver
- 1949 - Henk de Velde, Nederlands zeezeiler (overleden 2022)
- 1949 - Andrzej Zaucha, Pools zanger en saxofonist (overleden 1991)
- 1950 - Xavier Winkel, Belgisch politicus
- 1951 - Kirstie Alley, Amerikaans actrice (overleden 2022)
- 1951 - Piet den Blanken, Nederlands fotograaf (overleden 2022)
- 1951 - Herman Heinsbroek, Nederlands zakenman en politicus
- 1951 - Rush Limbaugh, Amerikaans radio-talkshowhost (overleden 2021)
- 1952 - Louis Coolen, Nederlands voetbaltrainer
- 1952 - John Walker, Nieuw-Zeelands atleet
- 1953 - Willem Endstra, Nederlands vastgoedmagnaat (overleden 2004)
- 1953 - Wouter Leefers, Nederlands hockeyer
- 1953 - Rik Vandenberghe, Belgisch atleet
- 1954 - Tom Löwenthal, Nederlands componist en dirigent
- 1954 - Cees van der Pluijm, Nederlands schrijver, dichter, columnist, acteur, presentator en communicatietrainer (overleden 2014)
- 1954 - Erwin Provoost, Belgisch producer, acteur en productiemanager
- 1954 - Howard Stern, Amerikaans diskjockey
- 1954 - Jack Veerman, Nederlands drummer
- 1955 - Jan van Houwelingen, Nederlands wielrenner
- 1955 - Klaas Lok, Nederlands atleet
- 1955 - Bas van Noortwijk, Nederlands voetbaldoelman en teammanager
- 1956 - Vincent Lavenu, Frans wielrenner en ploegleider
- 1957 - Sergej Prichodko, Russisch politicus en diplomaat (overleden 2021)
- 1957 - António Vitorino, Portugees politicus
- 1958 - Mark Allen, Amerikaans triatleet
- 1959 - Mike van Diem, Nederlands regisseur en scenarioschrijver
- 1959 - Per Gessle, Zweeds zanger (Roxette)
- 1959 - Ralf Möller, Duits-Amerikaans acteur en bodybuilder
- 1960 - Anton van Schijndel, Nederlands politicus
- 1960 - León Villa, Colombiaans voetballer
- 1962 - François Alabrune, Frans diplomaat
- 1962 - Emanuele Pirro, Italiaans autocoureur
- 1963 - Monica den Boer, Nederlands hoogleraar en politica
- 1963 - Veron Lust, Nederlands atleet
- 1964 - Jeroen Prins, Nederlands kunstrijder
- 1965 - Marina Kiehl, Duits alpineskiester
- 1965 - Just Spee, Nederlands voetbalbestuurder
- 1965 - Eric Steltenpool, Nederlands voetballer
- 1967 - Marco Boogers, Nederlands voetballer
- 1967 - Grigori Jegorov, Sovjet-Russisch/Kazachs atleet
- 1967 - Meho Kodro, Bosnisch voetballer en voetbalcoach
- 1968 - Roy Beukenkamp, Nederlands voetbaldoelman
- 1968 - Mauro Silva (Mauro da Silva Gomes), Braziliaans voetballer
- 1969 - Boško Boškovič, Sloveens voetballer
- 1969 - Robert Prosinečki, Kroatisch voetballer en voetbaltrainer
- 1970 - Zack de la Rocha, Amerikaans rapper
- 1971 - Vernon Forrest, Amerikaans bokser (overleden 2009)
- 1972 - Toto Wolff, Oostenrijks investeerder en voormalig autocoureur
- 1973 - Toni Huttunen, Fins voetballer
- 1973 - Tania Kloek, Belgisch actrice
- 1973 - Laurens Looije, Nederlands atleet
- 1973 - Dave Minneboo, Nederlands radiobestuurder
- 1974 - Melanie Chisholm, Brits zangeres
- 1974 - Stefan Docx, Belgisch schaker
- 1974 - Ivica Mornar, Kroatisch voetballer
- 1974 - Hamilton Ricard, Colombiaans voetballer
- 1975 - Kousuke Akiyoshi, Japans motorcoureur
- 1975 - Predrag Filipović, Servisch voetballer
- 1977 - Bas Nijhuis, Nederlands voetbalscheidsrechter
- 1977 - Gunter Thiebaut, Belgisch voetballer
- 1978 - Hannah Gadsby, Australisch comédienne
- 1978 - Bonaventure Kalou, Ivoriaans voetballer
- 1978 - Willemijn de Weerd, Nederlands kinderboekenschrijfster
- 1979 - Johnny de Mol, Nederlands acteur en presentator
- 1979 - Marián Hossa, Slowaaks ijshockeyer
- 1979 - Grzegorz Rasiak, Pools voetballer
- 1979 - Razundara Tjikuzu, Namibisch voetballer
- 1979 - Jurgen Wevers, Nederlands voetbaldoelman
- 1980 - Akiko Morigami, Japans tennisster
- 1981 - Dina Rodrigues, Portugees zangeres
- 1981 - Sarah Thomas, Welsh hockeyster
- 1982 - Jean-Philippe Charlet, Belgisch voetballer
- 1982 - Henry Ho, Macaus autocoureur
- 1982 - Paul-Henri Mathieu, Frans tennisser
- 1982 - Hans Van Alphen, Belgisch atleet
- 1984 - Oribe Peralta, Mexicaans voetballer
- 1984 - Chaunté Lowe, Amerikaans atlete
- 1985 - Ginou Etienne, Haïtiaans atlete
- 1985 - Artem Milevsky, Oekraïens voetballer
- 1985 - Borja Valero, Spaans voetballer
- 1986 - Michael Kaatee, Nederlands langebaanschaatser
- 1987 - Danny Mekić, Nederlands ondernemer en columnist
- 1987 - Edoardo Mortara, Italiaans autocoureur
- 1987 - Naya Rivera, Amerikaans zangeres en actrice (overleden 2020)
- 1988 - Andrew Lawrence, Amerikaans acteur
- 1988 - Douglas Franco Teixeira, Braziliaans voetballer
- 1989 - Claire Donahue, Amerikaans zwemster
- 1989 - Ross Smith, Engels darter
- 1989 - Axel Witsel, Belgisch voetballer
- 1990 - Sergej Karjakin, Oekraïens schaker
- 1990 - John Smith, Zuid-Afrikaans roeier
- 1991 - Pixie Lott, Engels zangeres, songwriter en actrice
- 1992 - Maaike Ouboter, Nederlands singer-songwriter
- 1993 - Cynthia Bolingo Mbongo, Belgisch atlete
- 1993 - Belle Brockhoff, Australisch snowboardster
- 1993 - Zayn Malik, ex-lid van Boyband One Direction
- 1993 - Shen Xiaoxue, Chinees freestyleskiester
- 1993 - Christoph Zimmermann, Duits voetballer
- 1994 - Erik Persson, Zweeds zwemmer
- 1995 - Christopher van der Aat, Nederlands voetballer
- 1997 - Joseph Paul Amoah, Ghanees atleet
- 1998 - Julie Piga, Frans-Italiaans voetbalster
- 1998 - Reena Wichmann, Duits voetbalster
- 1999 - Michael Foley, Canadees baanwielrenner
- 1999 - Xavier Tillman, Amerikaans basketballer
- 2001 - Romée Leuchter, Nederlands voetbalster
- 2001 - Lassina Traoré, Burkinees voetballer
- 2004 - Javier Sagrera, Spaans autocoureur
- 2005 - Roxy Dekker, Nederlands singer-songwriter
- 2005 - Yarek Gąsiorowski, Spaans-Pools voetballer
- 2005 - Luca Giaimi, Italiaans wielrenner

## Overleden

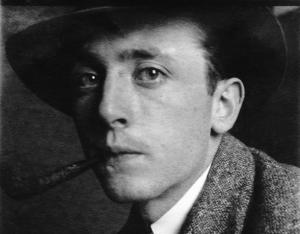
Jan Campert
overleden in 1943

Een plakkaat ter nagedachtenis aan Agatha Christie
overleden in 1976

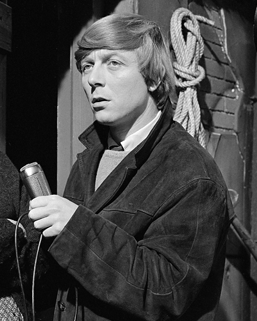
Aart Staartjes
overleden in 2020

- 690 - Benedictus Biscop (~62), aartsbisschop van Canterbury
- 1519 - Keizer Maximiliaan I (59), Duits keizer en aartshertog van Oostenrijk
- 1665 - Pierre de Fermat (63), Frans wiskundige
- 1759 - Anna van Hannover (49), weduwe van stadhouder Willem IV
- 1909 - Hermann Minkowski (44), Duits wiskundige
- 1930 - Henry de Groux (65), Belgisch kunstschilder en beeldhouwer
- 1932 - Daniël Noteboom (21), Nederlands schaker
- 1943 - Jan Campert (40), Nederlands dichter en schrijver
- 1943 - Marian Einbacher (43), Pools voetballer
- 1950 - Pedro Calomino (57), Argentijns voetballer
- 1950 - Koos van de Griend (44), Nederlands musicus en componist
- 1955 - Armand Thiéry (87), Belgisch priester, theoloog en psycholoog
- 1957 - Ken Wharton (40), Brits autocoureur
- 1960 - Nevil Shute (60), Engels schrijver en vliegtuigbouwer
- 1966 - Bertus Coops (91), Nederlands burgemeester in Nederlands-Indië
- 1972 - Henri Pieck (76), Nederlands architect, tekenaar en kunstschilder
- 1976 - Agatha Christie (85), Engels detectiveschrijfster
- 1982 - Jacob Maarten van Bemmelen (83), Nederlands jurist
- 1985 - Staf Weyts (75), Belgisch schrijver
- 1987 - André Tassin (84), Frans voetballer
- 1988 - Piero Taruffi (81), Italiaans autocoureur
- 1989 - Placide De Paepe (75), Belgisch politicus
- 1996 - Bartel Leendert van der Waerden (92), Nederlands wiskundige
- 2000 - Rufus Nooitmeer (64), Surinaams politicus
- 2001 - Luiz Bonfá (78), Braziliaans gitarist en componist
- 2001 - Hendrik Willem Groot Enzerink (85), Nederlands verzetsstrijder
- 2001 - William Hewlett (87), Amerikaans uitvinder en zakenman
- 2001 - Adhemar da Silva (73), Braziliaans atleet
- 2002 - Jan M. Kan (97), Nederlands jurist en ambtenaar
- 2002 - Cyrus Vance (84), Amerikaans politicus en diplomaat
- 2003 - Maurice Gibb (53), Engels zanger en musicus
- 2004 - Olga Ladyzjenskaja (81), Russisch wiskundige
- 2004 - Randy VanWarmer (48), Amerikaans musicus
- 2005 - Amrish Puri (72), Indiaas filmacteur
- 2007 - Stephen Gilbert (96), Brits kunstschilder en beeldhouwer
- 2009 - Claude Berri (74), Frans regisseur
- 2009 - Albino Friaça Cardoso (84), Braziliaans voetballer
- 2009 - Frank Laufer (73), Nederlands fotograaf en wereldverbeteraar
- 2009 - Arne Næss (96), Noors filosoof
- 2009 - William J. Pomeroy (92), Amerikaans schrijver en politiek activist
- 2009 - Kick Stokhuyzen (78), Nederlands quizmaster, televisiepresentator en stemacteur
- 2010 - Ken Colbung, (78), West-Australische leider van de Bibbulman Nyungah Aborigines
- 2012 - Bill Janklow (72), Amerikaans politicus
- 2013 - Koto Okubo (115), Japans langstlevend persoon
- 2014 - Halet Çambel (97), Turks archeologe en schermster
- 2014 - Frank Marth (91), Amerikaans acteur
- 2015 - Wam de Moor (78), Nederlands neerlandicus, literatuurcriticus, schrijver en dichter
- 2016 - Ruth Leuwerik (91), Duits actrice
- 2016 - Meg Mundy (101), Brits-Amerikaans actrice
- 2017 - Giulio Angioni (77), Italiaans schrijver en antropoloog
- 2017 - Keith Hall (88), Brits autocoureur
- 2017 - William Peter Blatty (89), Amerikaans schrijver en filmmaker
- 2017 - Graham Taylor (72), Engels voetballer en bondscoach
- 2018 - Eddy Beugels (73), Nederlands wielrenner
- 2018 - Pierre Pincemaille (61), Frans organist
- 2018 - Leon Ritzen (78), Belgisch voetballer
- 2018 - Cor de Wit (96), Nederlands architect en kunstverzamelaar
- 2018 - Pieter Zandbergen (84), Nederlands hoogleraar
- 2019 - Elma Verhey (67), Nederlands journaliste
- 2019 - Patricia Wald (90), Amerikaans rechter
- 2020 - Paulo Gonçalves (40), Portugees motorcoureur
- 2020 - Roger Scruton (75), Brits filosoof en schrijver
- 2020 - Aart Staartjes (81), Nederlands acteur, regisseur, presentator, documentairemaker en schrijver
- 2021 - Wim de Graaff (89), Nederlands schaatser en schaatscoach
- 2021 - Filaret van Minsk en Sloetsk (85), Wit-Russisch patriarch
- 2021 - John Ramsay (89), Brits geoloog
- 2022 - Everett Lee (105), Amerikaans dirigent
- 2022 - Ismaël Lotz (46), Nederlands filmmaker
- 2022 - Ronnie Spector (78), Amerikaans zangeres
- 2023 - Ron de Jong (60), Nederlands crimineel
- 2023 - Henri De Wolf (86), Belgisch wielrenner
- 2023 - Toos Grol-Overling (91), Nederlands politica
- 2023 - Klas Lestander (91), Zweeds biatleet
- 2023 - Lisa Marie Presley (54), Amerikaans zangeres en dochter van Elvis Presley
- 2024 - Richard Bukacki (77), Nederlands wielrenner
- 2024 - Bill Hayes (98), Amerikaans zanger en acteur
- 2025 - Anton Vernooij (84), Nederlands priester, kerkmusicus en hoogleraar

## Viering/herdenking
- Rooms-katholieke kalender:
  - Heilige Benedictus Biscop († 690)
  - Heilige Bernardus van Corleone († 1667)
  - Heilige Aelred van Rievaulx († 1167)
  - Heilige Arcadius van Caesarea († c. 302)
  - Heilige Tatiana van Rome († c. 226)
  - Heilige Zoticus van Afrika († vóór 400)

## Weerextremen

### Nederland
| | Officiële records | Officiële records | Officiële records |      | Landelijke records | Landelijke records | Landelijke records    |
| Gebeurtenis | Jaar              | Extreem           | Locatie           | Jaar | Extreem            | Locatie            |                       |
| --- | ----------------- | ----------------- | ----------------- | ---- | ------------------ | ------------------ | --------------------- |
| Laagste etmaalgemiddelde temperatuur (°C) | 1987              | −10,7             | De Bilt           |      | 1987               | −12,4              | Maastricht            |
| Hoogste etmaalgemiddelde temperatuur (°C) | 2023              | 10,3              | De Bilt           |      | 2023               | 10,7               | Schiphol, Voorschoten |
| Laagste minimumtemperatuur (°C) | 1968              | −15,6             | De Bilt           |      | 1968               | −20,2              | Eelde                 |
| Hoogste minimumtemperatuur (°C) | 1976              | 8,8               | De Bilt           |      | 2023               | 9,1                | Voorschoten           |
| Laagste maximumtemperatuur (°C) | 1987              | −7,6              | De Bilt           |      | 1987               | −9,9               | Maastricht            |
| Hoogste maximumtemperatuur (°C) | 1994              | 12,2              | De Bilt           |      | 1994               | 13,6               | Arcen, Eindhoven      |
| Hoogste uurgemiddelde windsnelheid (m/s) | 1930              | 18,0              | De Bilt           |      | 1956               | 25,7               | Eindhoven             |
| Hoogste windstoot (m/s) | 1956              | 27,8              | De Bilt           |      | 1978               | 30,9               | Cadzand               |
| Langste zonneschijnduur (uur) | 1982              | 7,4               | De Bilt           |      | 1982               | 7,5                | Rotterdam             |
| Langste neerslagduur (uur) | 2023              | 18,6              | De Bilt           |      | 2023               | 20,8               | Cabauw                |
| Hoogste etmaalsom van de neerslag (mm) | 2023              | 40,0              | De Bilt           |      | 2023               | 45,4               | Herwijnen             |
| Laagste etmaalgemiddelde relatieve vochtigheid (%) | 1926              | 60                | De Bilt           |      | 1940               | 47                 | Maastricht            |
| Laagste uurwaarde luchtdruk op zeeniveau (hPa) | 1930              | 979,6             | De Bilt           |      | 1930               | 974,8              | De Kooy               |
| Hoogste uurwaarde luchtdruk op zeeniveau (hPa) | 1980              | 1042,7            | De Bilt           |      | 1980               | 1044,6             | Leeuwarden            |
| Officiële records worden altijd gemeten op het KNMI-weerstation in De Bilt. Landelijke records kunnen worden gemeten op elk officieel KNMI-weerstation in Nederland. |                   |                   |                   |      |                    |                    |                       |

Uitzonderlijke gebeurtenissen
- 1913 - Officieel laagste maximumtemperatuur in °C van het jaar gemeten in De Bilt: −2,2
- 2023 - Officieel hoogste uurgemiddelde windsnelheid in m/s van januari dit jaar gemeten in De Bilt: 10,0. Samen met 15 januari
- 2023 - Landelijk hoogste uurgemiddelde windsnelheid in m/s van januari dit jaar gemeten in IJmuiden: 20,0. Samen met 15 januari
- 2023 - Officieel langste neerslagduur in uren van het jaar gemeten in De Bilt: 18,6 (voorlopig)
- 2023 - Landelijk langste neerslagduur in uren van het jaar gemeten in Cabauw: 20,8 (voorlopig)
- 2023 - Officieel langste neerslagduur in uren van januari dit jaar gemeten in De Bilt: 18,6
- 2023 - Landelijk langste neerslagduur in uren van januari dit jaar gemeten in Cabauw: 20,8
- 2023 - Landelijk maandrecord hoogste etmaalsom van de neerslag in mm van januari gemeten in Herwijnen: 45,4
- 2023 - Officieel hoogste etmaalsom van de neerslag in mm van het jaar gemeten in De Bilt: 40,0 (voorlopig)
- 2023 - Officieel hoogste etmaalsom van de neerslag in mm van januari dit jaar gemeten in De Bilt: 40,0
- 2023 - Landelijk hoogste etmaalsom van de neerslag in mm van januari dit jaar gemeten in Herwijnen: 45,4

### België
Dagrecords
- 1987 - Laagste etmaalgemiddelde temperatuur −11,6 °C
- 1852 - Hoogste etmaalgemiddelde temperatuur 9,9 °C
- 1987 - Laagste minimumtemperatuur −13,5 °C
- 1974 - Hoogste maximumtemperatuur 13 °C
- 1948 - Hoogste etmaalsom van de neerslag 19,5 mm

Uitzonderlijke gebeurtenissen
- 1985 - 24 cm sneeuw in Kleine-Brogel.
- 1987 - Minimumtemperatuur tot −20,0 °C in Rochefort. In Elsenborn (Bütgenbach) komt de maximumtemperatuur niet hoger dan –15,5 °C.

<< · 1 · 2 · 3 · 4 · 5 · 6 · 7 · 8 · 9 · 10 · 11 · 12 · 13 · 14 · 15 · 16 · 17 · 18 · 19 · 20 · 21 · 22 · 23 · 24 · 25 · 26 · 27 · 28 · 29 · 30 · 31 · >>